# Route nationale 724
Pour les articles homonymes, voir Route 724.
La route nationale 724 ou RN 724 était une route nationale française reliant La Gendretière à Aubigny-sur-Nère. À la suite de la réforme de 1972, elle a été déclassée en RD 724 en Loir-et-Cher et en RD 924 dans le Cher.

## Ancien tracé de la Gendretière à Aubigny-sur-Nère (D 724 et D 924)
- La Gendretière, commune de Gièvres
- Romorantin-Lanthenay
- Villeherviers
- Selles-Saint-Denis
- La Ferté-Imbault
- Salbris
- Souesmes
- Ménétréol-sur-Sauldre
- Aubigny-sur-Nère